# 安东尼·戈尔德怀尔
安东尼·戈尔德怀尔（英語：Anthony Goldwire，1971年9月6日—），美国NBA联盟前职业篮球运动员。他在1994年的NBA选秀中第2轮第25顺位被菲尼克斯太阳选中。